# Quentin Caleyron
Quentin Caleyron (nascido em 30 de janeiro de 1988) é um ciclista francês que compete no ciclismo BMX. Representou França nos Jogos Olímpicos de Verão de 2012, terminando em décimo segundo lugar na corrida de BMX masculino. Conquistou duas medalhas de bronze no Campeonato Europeu de Ciclismo BMX, nos anos de 2013 e 2015.

## Palmarés internacional
| Campeonato Europeu | Campeonato Europeu   | Campeonato Europeu | Campeonato Europeu |
| Ano                | Local                | Medalha            | Competição         |
| ------------------ | -------------------- | ------------------ | ------------------ |
| 2013               | Dessel ( Bélgica)    | 3                  | Corrida            |
| 2015               | Erp ( Países Baixos) | 3                  | Corrida            |